# Représentations diplomatiques du Guatemala

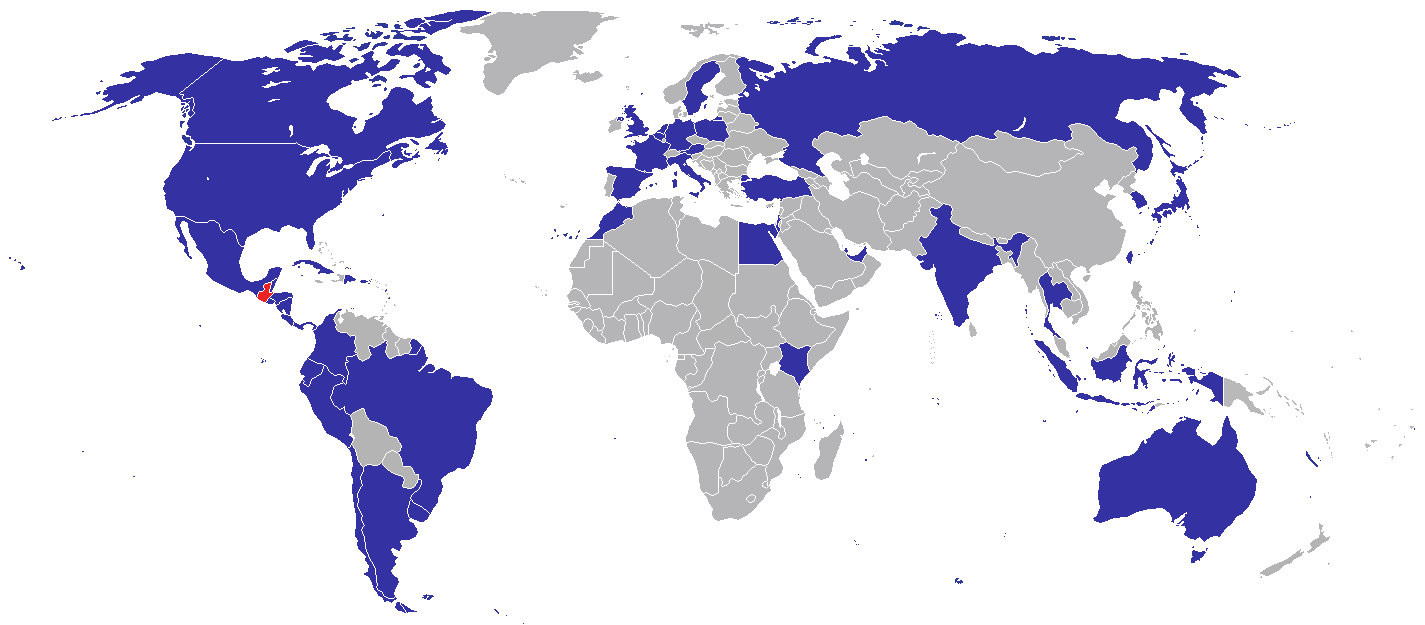
Pays accueillant une représentation diplomatique guatémaltèque.

Ceci une liste des représentations diplomatiques du Guatemala, à l'exclusion des consulats honoraires.

## Représentations actuelles

### Afrique
| Pays hôte | Ville hôte | Représentation   | Accréditations | Références |
| --------- | ---------- | ---------------- | -------------- | ---------- |
| Égypte    | Le Caire   | Ambassade        | - Jordanie     | ,          |
| Maroc     | Rabat      | Ambassade        |                | ,          |
| Maroc     | Dakhla     | Consulat général | [ 3 ]          |            |

### Amérique
| Pays hôte              | Ville hôte              | Représentation    | Accréditations | Références |
| ---------------------- | ----------------------- | ----------------- | -------------- | ---------- |
| Argentine              | Buenos Aires            | Ambassade         | - Paraguay     | ,          |
| Belize                 | Belize City             | Ambassade         |                | [ 1 ]      |
| Belize                 | Benque Viejo del Carmen | Consulat général  | [ 3 ]          |            |
| Brésil                 | Brasília                | Ambassade         |                | ,          |
| Canada                 | Ottawa                  | Ambassade         |                | [ 1 ]      |
| Canada                 | Montréal                | Consulat général  | [ 3 ]          |            |
| Canada                 | Vancouver               | Consulat général  | [ 3 ]          |            |
| Chili                  | Santiago                | Ambassade         |                | [ 1 ]      |
| Colombie               | Bogota                  | Ambassade         |                | ,          |
| Costa Rica             | San José                | Ambassade         |                | [ 1 ]      |
| Cuba                   | La Havane               | Ambassade         |                | ,          |
| Équateur               | Quito                   | Ambassade         |                | ,          |
| États-Unis             | Washington              | Ambassade (en)    |                | [ 1 ]      |
| États-Unis             | Atlanta                 | Consulat général  | [ 3 ]          |            |
| États-Unis             | Chicago                 | Consulat général  | [ 3 ]          |            |
| États-Unis             | Columbus                | Consulat général  | [ 3 ]          |            |
| États-Unis             | Denver                  | Consulat général  | [ 3 ]          |            |
| États-Unis             | Houston                 | Consulat général  | [ 3 ]          |            |
| États-Unis             | Los Angeles             | Consulat général  | [ 3 ]          |            |
| États-Unis             | Miami                   | Consulat général  | [ 3 ]          |            |
| États-Unis             | Nashville               | Consulat général  | [ 3 ]          |            |
| États-Unis             | New York                | Consulat général  | [ 3 ]          |            |
| États-Unis             | Oklahoma City           | Consulat général  | [ 3 ]          |            |
| États-Unis             | Omaha                   | Consulat général  | [ 3 ]          |            |
| États-Unis             | Philadelphie            | Consulat général  | [ 3 ]          |            |
| États-Unis             | Phoenix                 | Consulat général  | [ 3 ]          |            |
| États-Unis             | Providence              | Consulat général  | [ 3 ]          |            |
| États-Unis             | Raleigh                 | Consulat général  | [ 3 ]          |            |
| États-Unis             | Rockville               | Consulat général  | [ 3 ]          |            |
| États-Unis             | San Francisco           | Consulat général  | [ 3 ]          |            |
| États-Unis             | Seattle                 | Consulat général  | [ 3 ]          |            |
| États-Unis             | Dallas                  | Consulat          | [ 3 ]          |            |
| États-Unis             | Del Rio                 | Consulat          | [ 3 ]          |            |
| États-Unis             | Lake Worth              | Consulat          | [ 3 ]          |            |
| États-Unis             | McAllen                 | Consulat          | [ 3 ]          |            |
| États-Unis             | Riverhead               | Consulat          | [ 3 ]          |            |
| États-Unis             | San Bernardino          | Consulat          | [ 3 ]          |            |
| États-Unis             | Tucson                  | Consulat          | [ 3 ]          |            |
| Honduras               | Tegucigalpa             | Ambassade         |                | [ 1 ]      |
| Honduras               | San Pedro Sula          | Consulat général  | [ 3 ]          |            |
| Mexique                | Mexico                  | Ambassade         |                | [ 1 ]      |
| Mexique                | Cancún                  | Consulat général  | [ 3 ]          |            |
| Mexique                | Monterrey               | Consulat général  | [ 3 ]          |            |
| Mexique                | Oaxaca                  | Consulat général  | [ 3 ]          |            |
| Mexique                | San Luis Potosí         | Consulat général  | [ 3 ]          |            |
| Mexique                | Tapachula               | Consulat général  | [ 3 ]          |            |
| Mexique                | Tenosique (en)          | Consulat général  | [ 3 ]          |            |
| Mexique                | Tijuana                 | Consulat général  | [ 3 ]          |            |
| Mexique                | Tuxtla Gutiérrez        | Consulat général  | [ 3 ]          |            |
| Mexique                | Acayucan (en)           | Consulat          | [ 3 ]          |            |
| Mexique                | Ciudad Hidalgo          | Consulat          | [ 3 ]          |            |
| Mexique                | Comitán                 | Consulat          | [ 3 ]          |            |
| Mexique                | Arriaga                 | Agence consulaire | [ 3 ]          |            |
| Nicaragua              | Managua                 | Ambassade         |                | ,          |
| Panama                 | Panama                  | Ambassade         |                | ,          |
| Pérou                  | Lima                    | Ambassade         | - Bolivie      | ,          |
| République dominicaine | Saint-Domingue          | Ambassade         | - Haïti        | ,          |
| Salvador               | San Salvador            | Ambassade         |                | ,          |
| Uruguay                | Montevideo              | Ambassade         |                | [ 1 ]      |

### Asie
| Pays hôte           | Ville hôte | Représentation | Accréditations                       | Références |
| ------------------- | ---------- | -------------- | ------------------------------------ | ---------- |
| Corée du Sud        | Séoul      | Ambassade      |                                      | ,          |
| Émirats arabes unis | Abou Dabi  | Ambassade      | - Arabie saoudite - Bahreïn - Koweït | ,          |
| Inde                | New Delhi  | Ambassade      | - Népal - Sri Lanka                  | ,          |
| Indonésie           | Jakarta    | Ambassade      | - ASEAN - Singapour                  | ,          |
| Israël              | Jérusalem  | Ambassade      |                                      | ,          |
| Japon               | Tokyo      | Ambassade      |                                      | ,          |
| Qatar               | Doha       | Ambassade      |                                      | [ 18 ]     |
| Taïwan              | Taipei     | Ambassade      |                                      | ,          |
| Thaïlande           | Bangkok    | Ambassade      | - Laos                               | ,          |
| Turquie             | Ankara     | Ambassade      |                                      | ,          |

### Europe
| Pays hôte   | Ville hôte | Représentation | Accréditations | Références |
| ----------- | ---------- | -------------- | --- | ---------- |
| Allemagne   | Berlin     | Ambassade      | |            |
| Autriche    | Vienne     | Ambassade      | - Agence internationale de l'énergie atomique - Hongrie - Nations unies - Organisation des Nations unies pour le développement industriel - République tchèque - Roumanie - Slovaquie - Slovénie | ,          |
| Belgique    | Bruxelles  | Ambassade      | - Luxembourg - Union européenne | ,          |
| Espagne     | Madrid     | Ambassade      | - Andorre | ,          |
| France      | Paris      | Ambassade      | - Monaco - Portugal - UNESCO | ,          |
| Italie      | Rome       | Ambassade      | - Fonds international de développement agricole - Organisation des Nations unies pour l'alimentation et l'agriculture - Programme alimentaire mondial                                            | ,          |
| Pays-Bas    | La Haye    | Ambassade      | | ,          |
| Pologne     | Varsovie   | Ambassade      | | [ 24 ]     |
| Royaume-Uni | Londres    | Ambassade (en) | - Éthiopie - Irlande - Organisation internationale du sucre (en) - Organisation maritime internationale - Union africaine                                                                        | ,          |
| Russie      | Moscou     | Ambassade      | - Arménie - Biélorussie - Kazakhstan - Moldavie | ,          |
| Suède       | Stockholm  | Ambassade      | - Danemark - Estonie - Finlande - Lettonie - Lituanie - Norvège | ,          |
| Vatican     | Rome       | Ambassade      | - Grèce - Malte - Ordre souverain de Malte | ,          |

### Océanie
| Pays hôte | Ville hôte | Représentation | Accréditations     | Références |
| --------- | ---------- | -------------- | ------------------ | ---------- |
| Australie | Canberra   | Ambassade      | - Nouvelle-Zélande | ,          |

### Organisations internationales
| Organisation                      | Ville hôte | Pays hôte  | Représentation     | Accréditations | Références |
| --------------------------------- | ---------- | ---------- | ------------------ | --- | ---------- |
| Nations unies                     | New York   | États-Unis | Mission permanente | | [ 29 ]     |
| Nations unies                     | Genève     | Suisse     | Mission permanente | [ 29 ] |            |
| Organisation des États américains | Washington | États-Unis | Mission permanente | | ,          |
| Organisation mondiale du commerce | Genève     | Suisse     | Mission permanente | - Conférence des Nations unies sur le commerce et le développement - Organisation mondiale de la propriété intellectuelle | ,          |

## Galerie

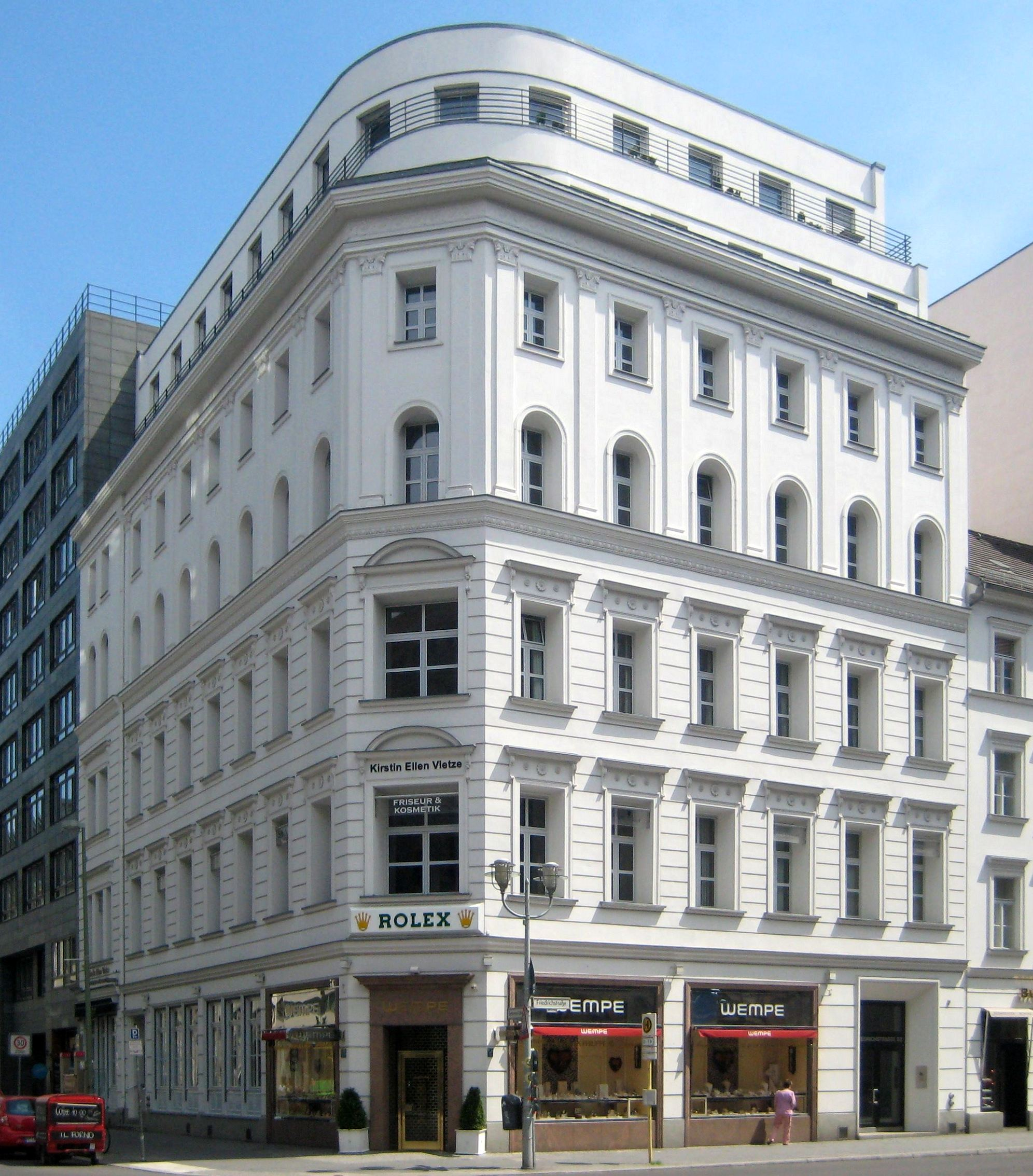
Ambassade à Berlin.
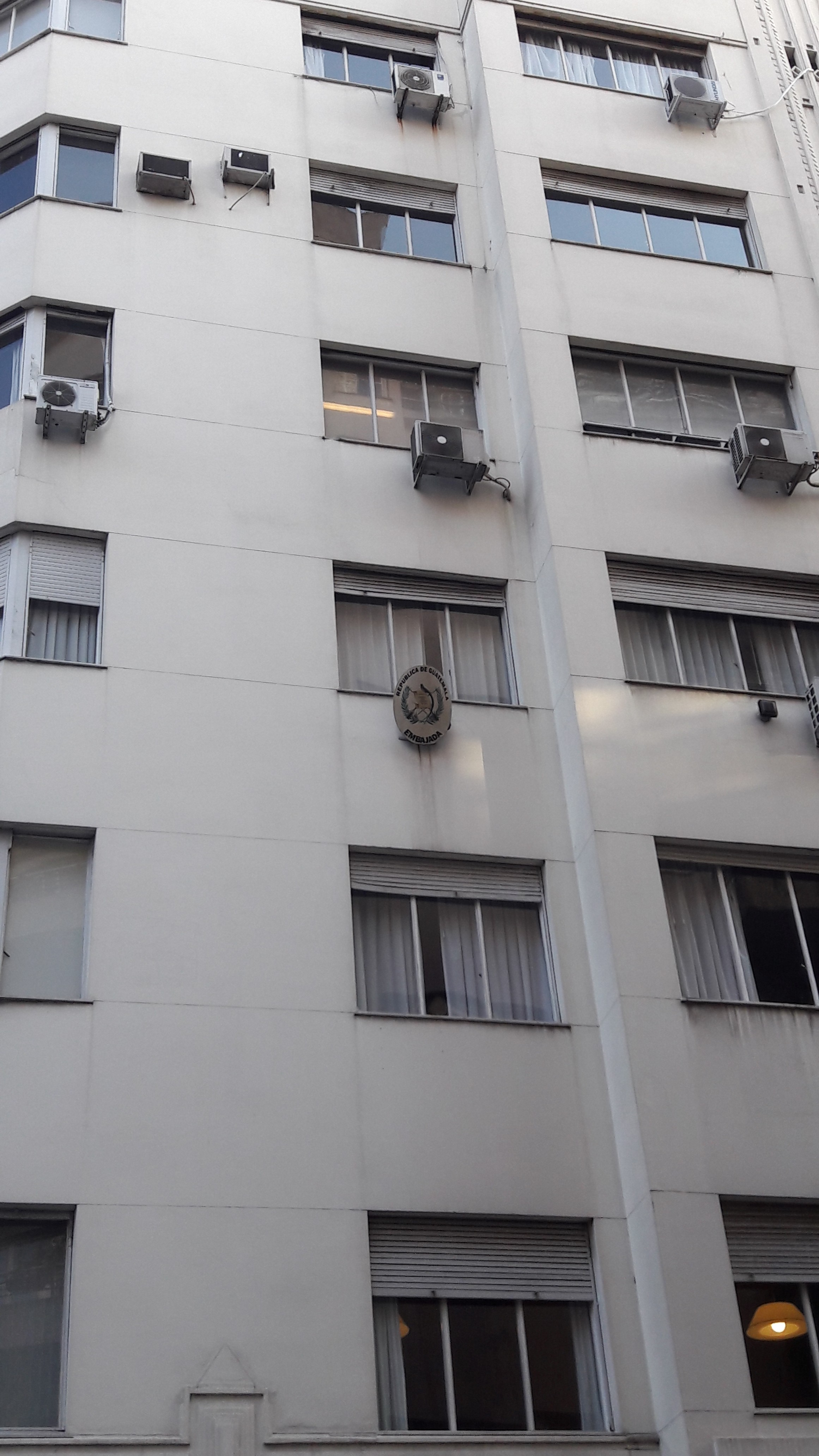
Ambassade à Buenos Aires.
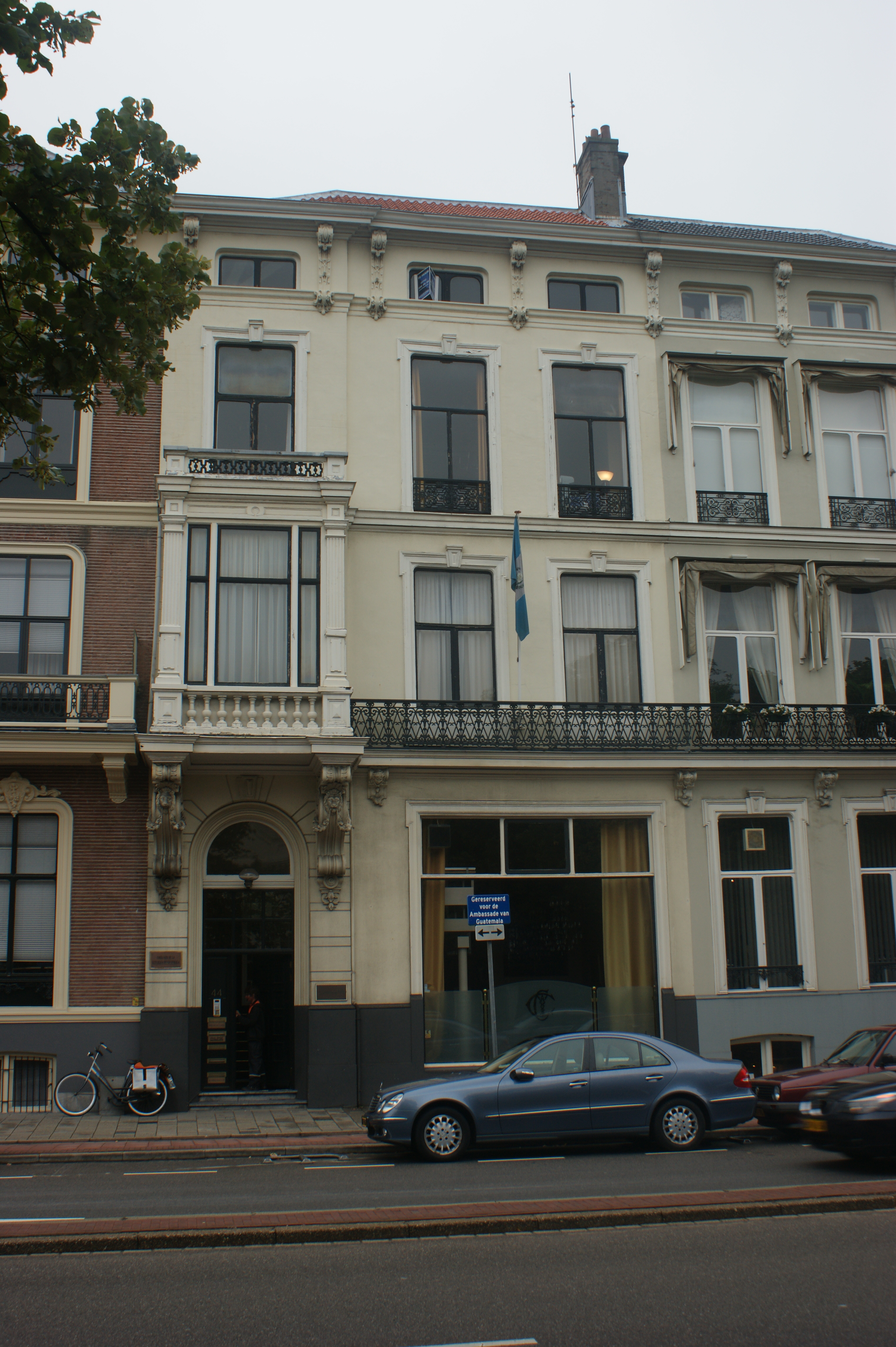
Ambassade à La Haye.
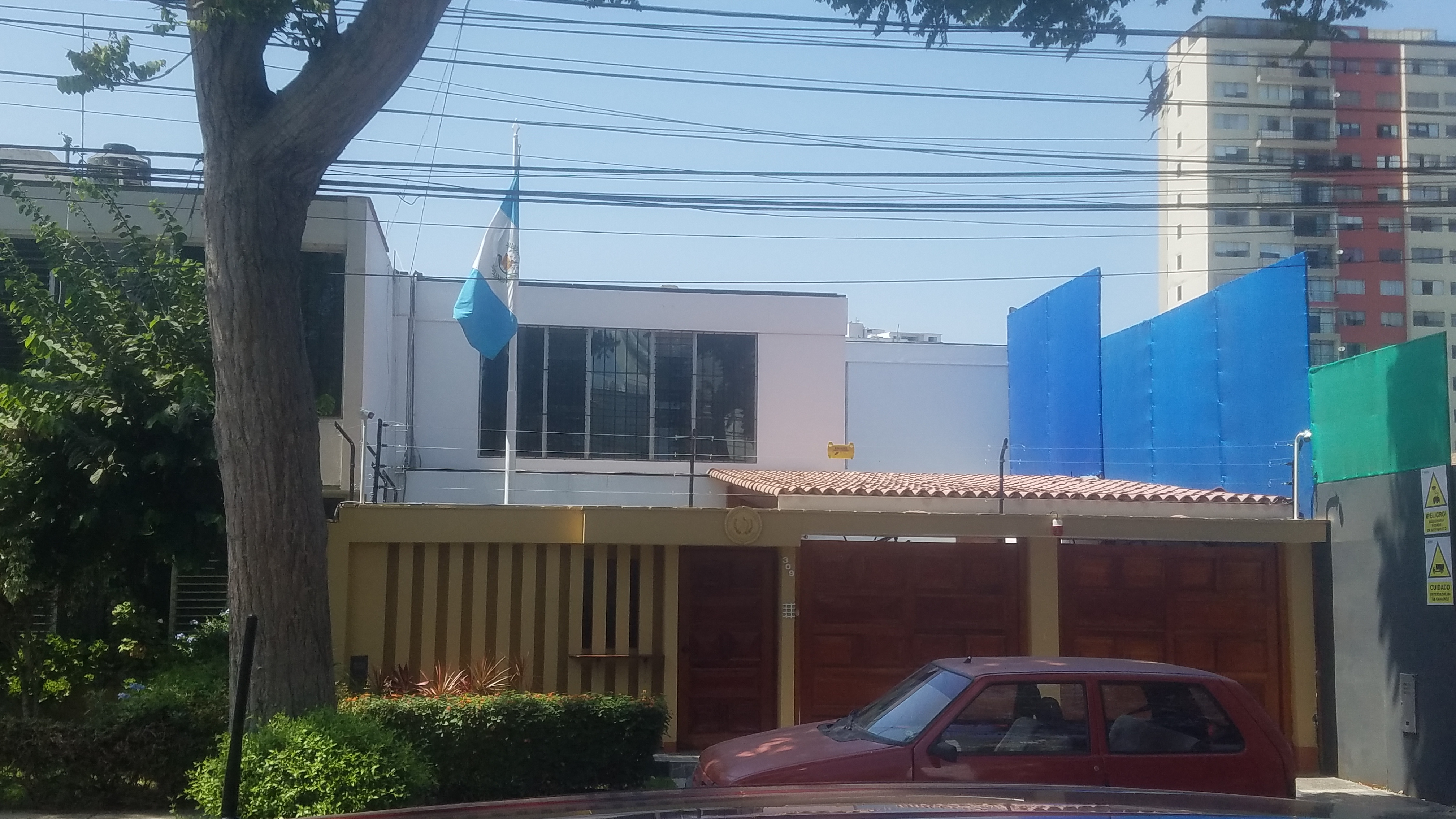
Ambassade à Lima.
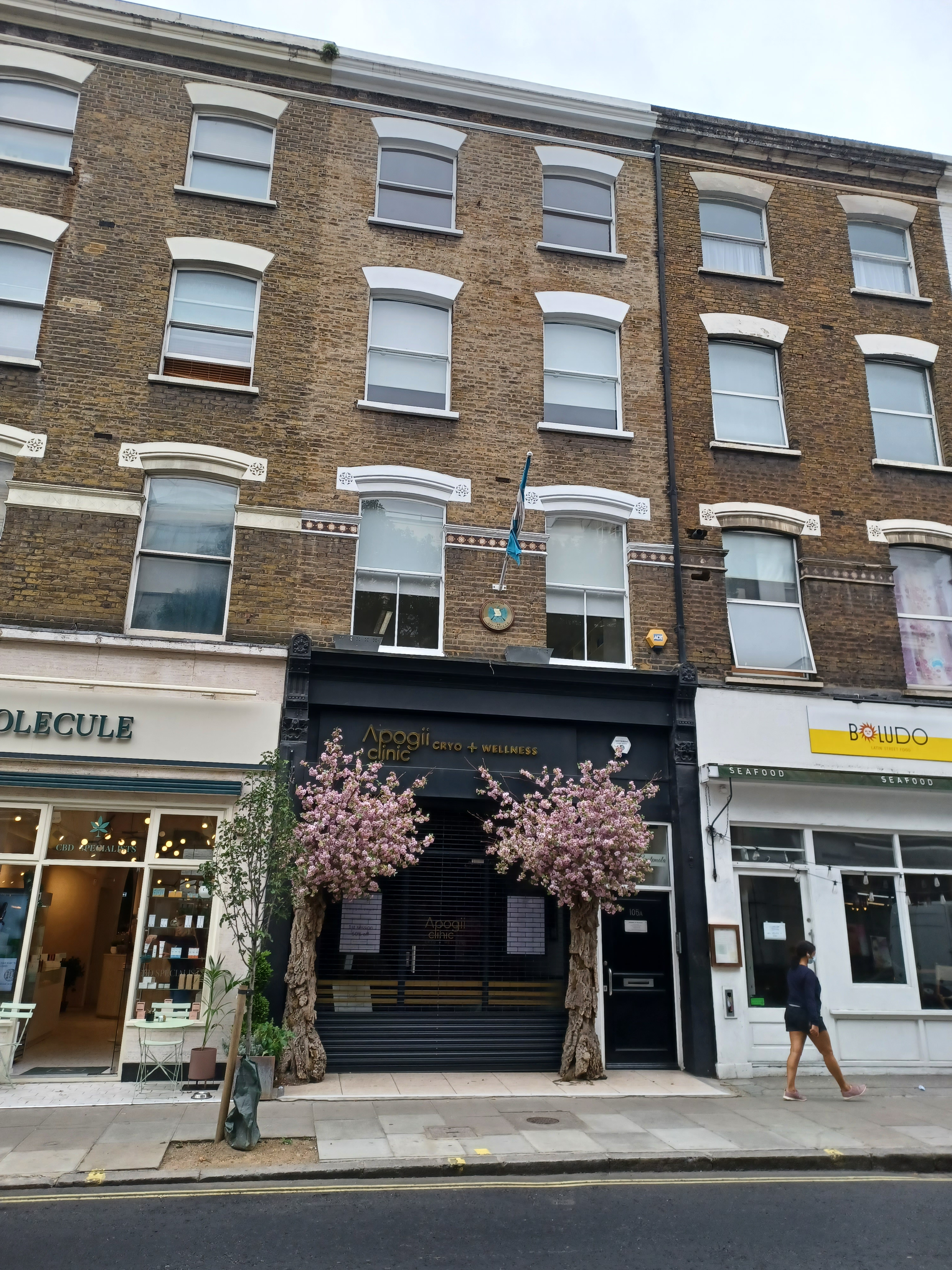
Ambassade à Londres.
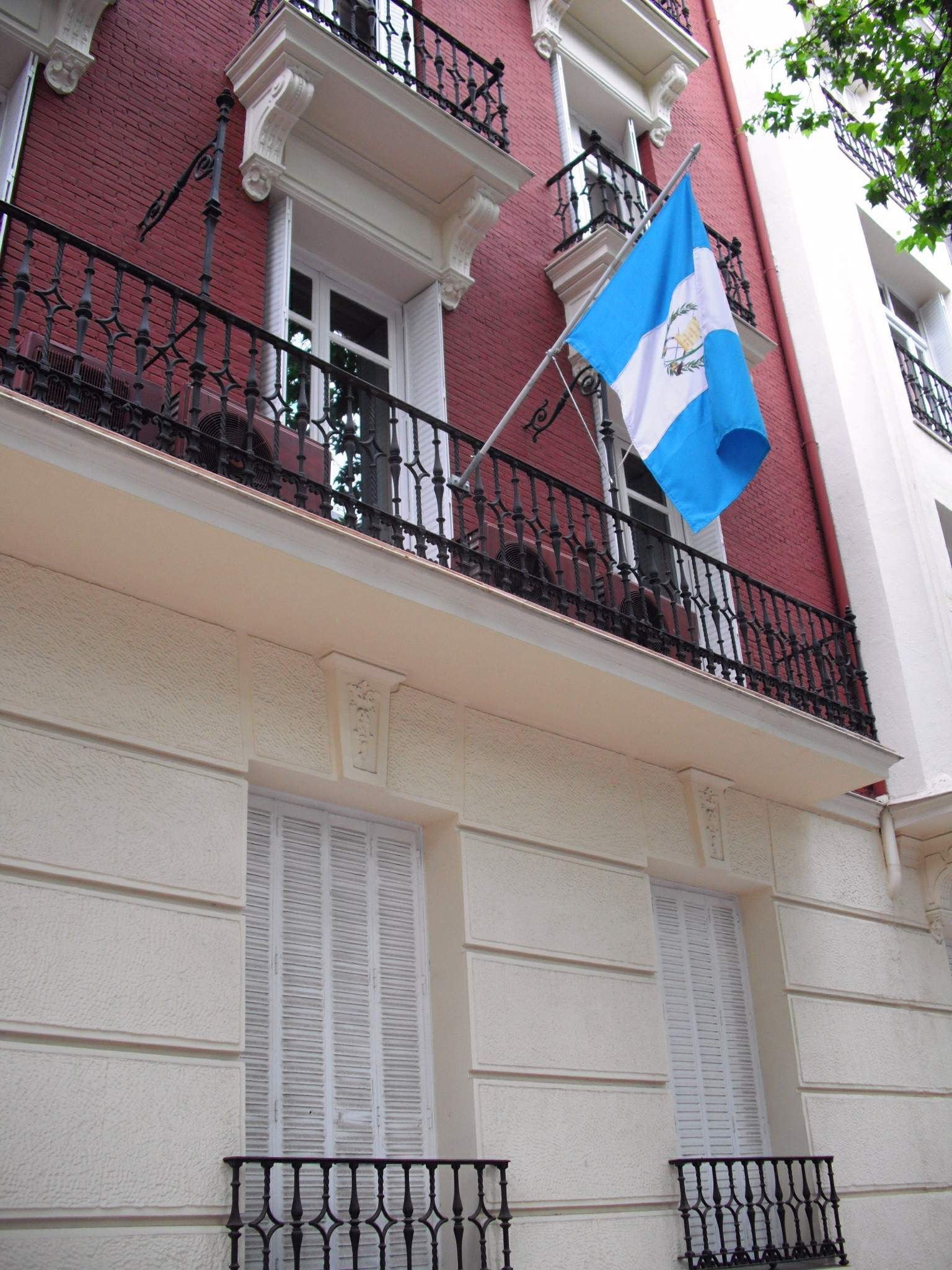
Ambassade à Madrid.
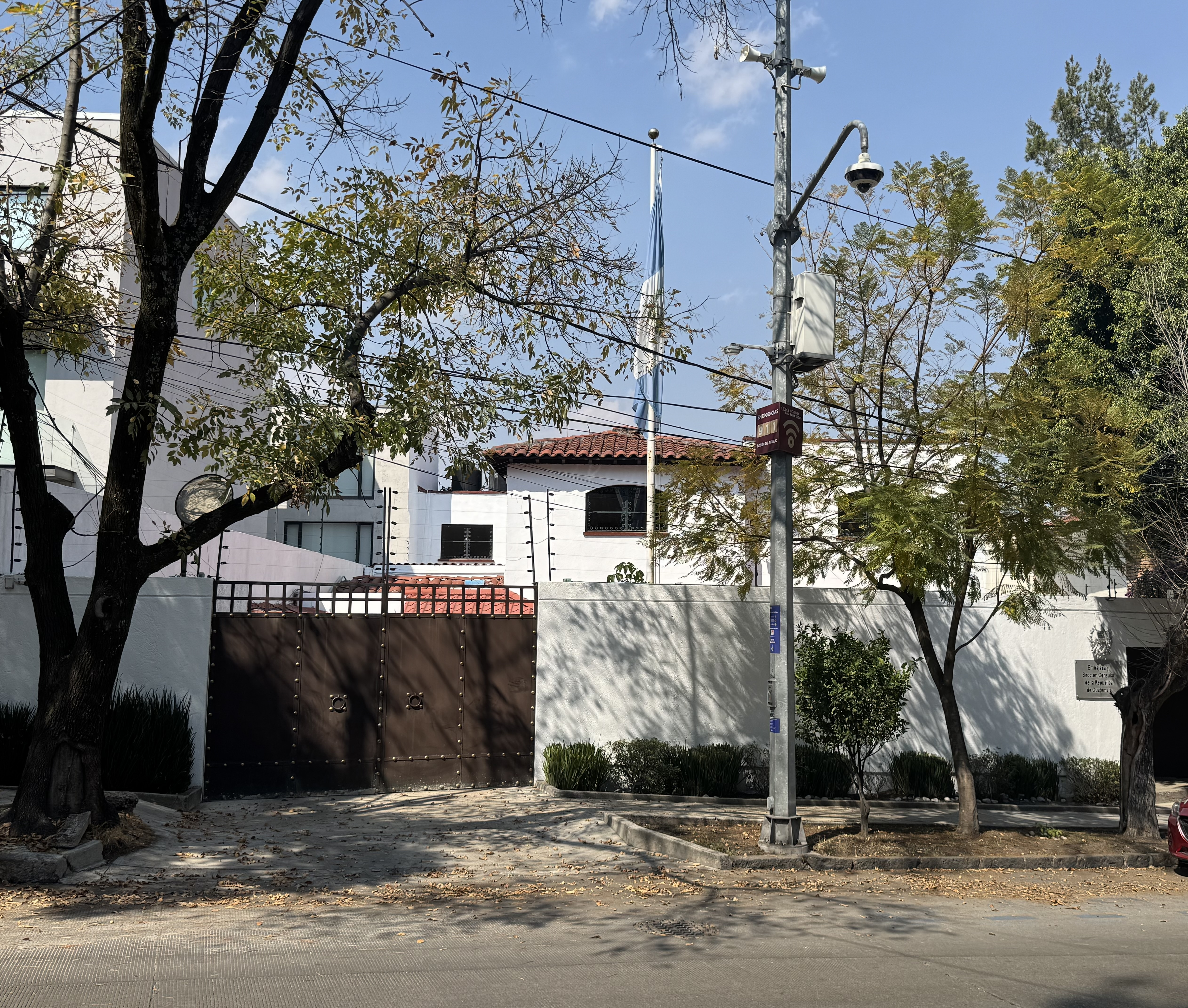
Ambassade à Mexico.
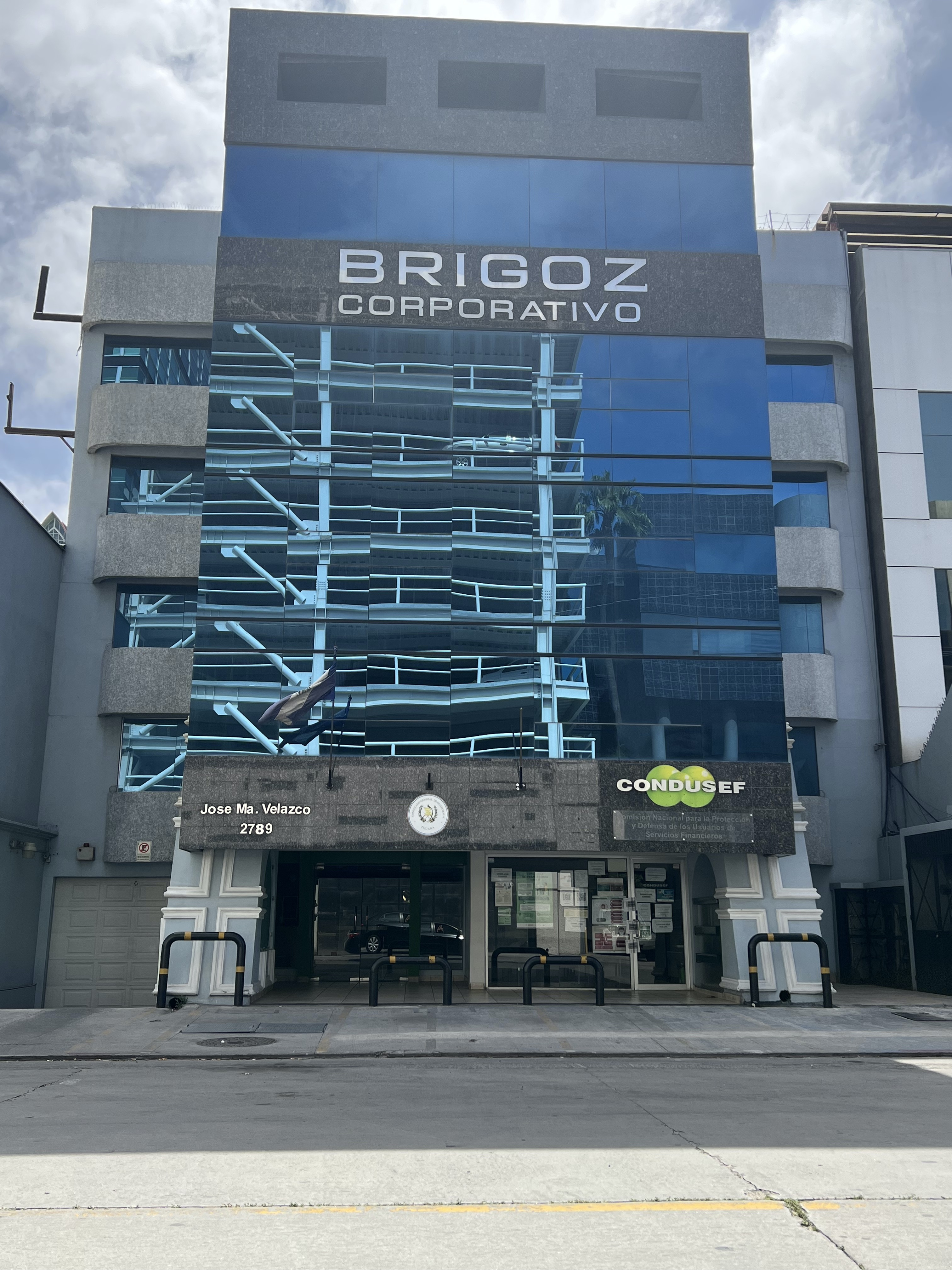
Bâtiment abritant le consulat général à Tijuana.
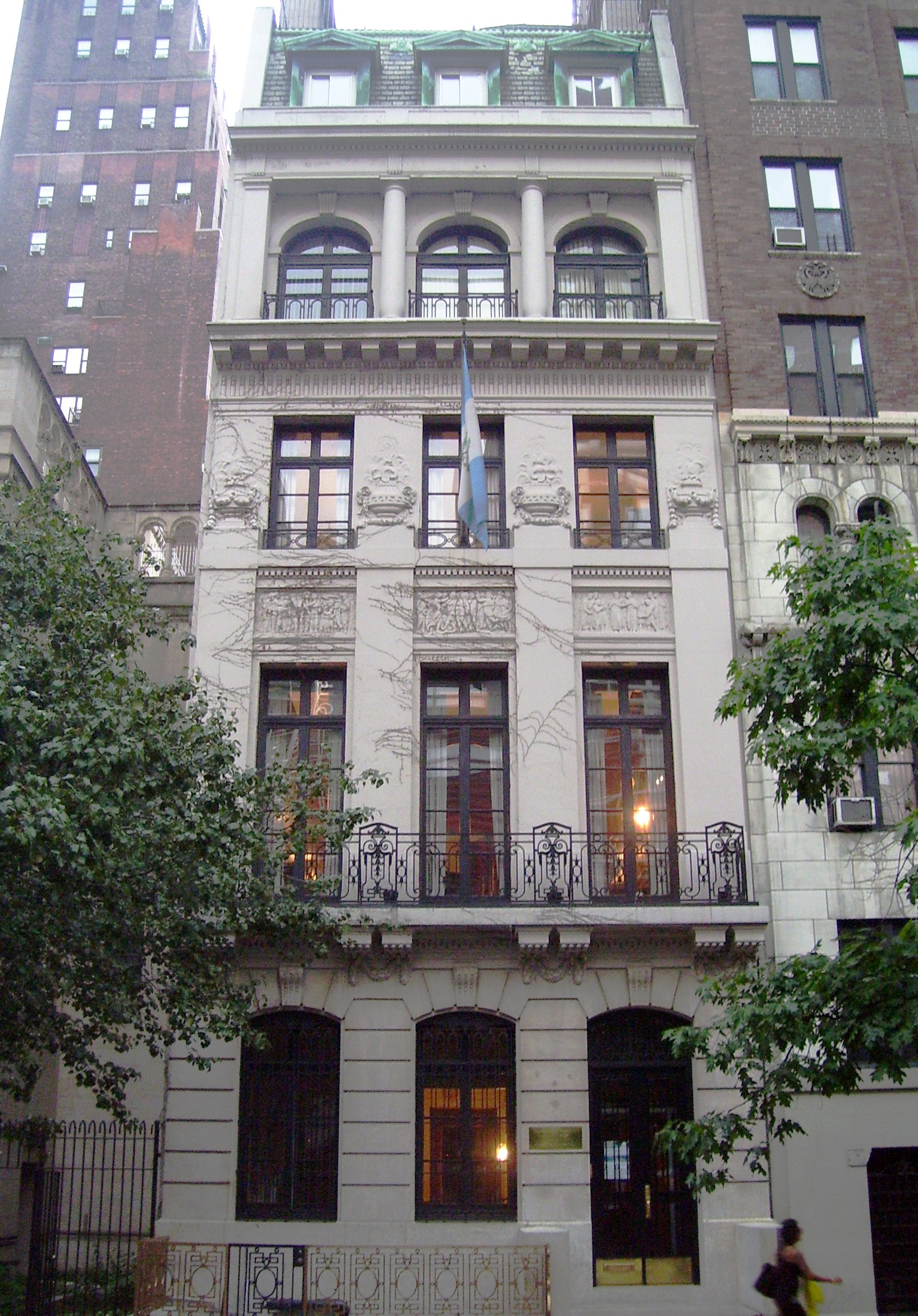
Mission permanente auprès des Nations Unies à New York.
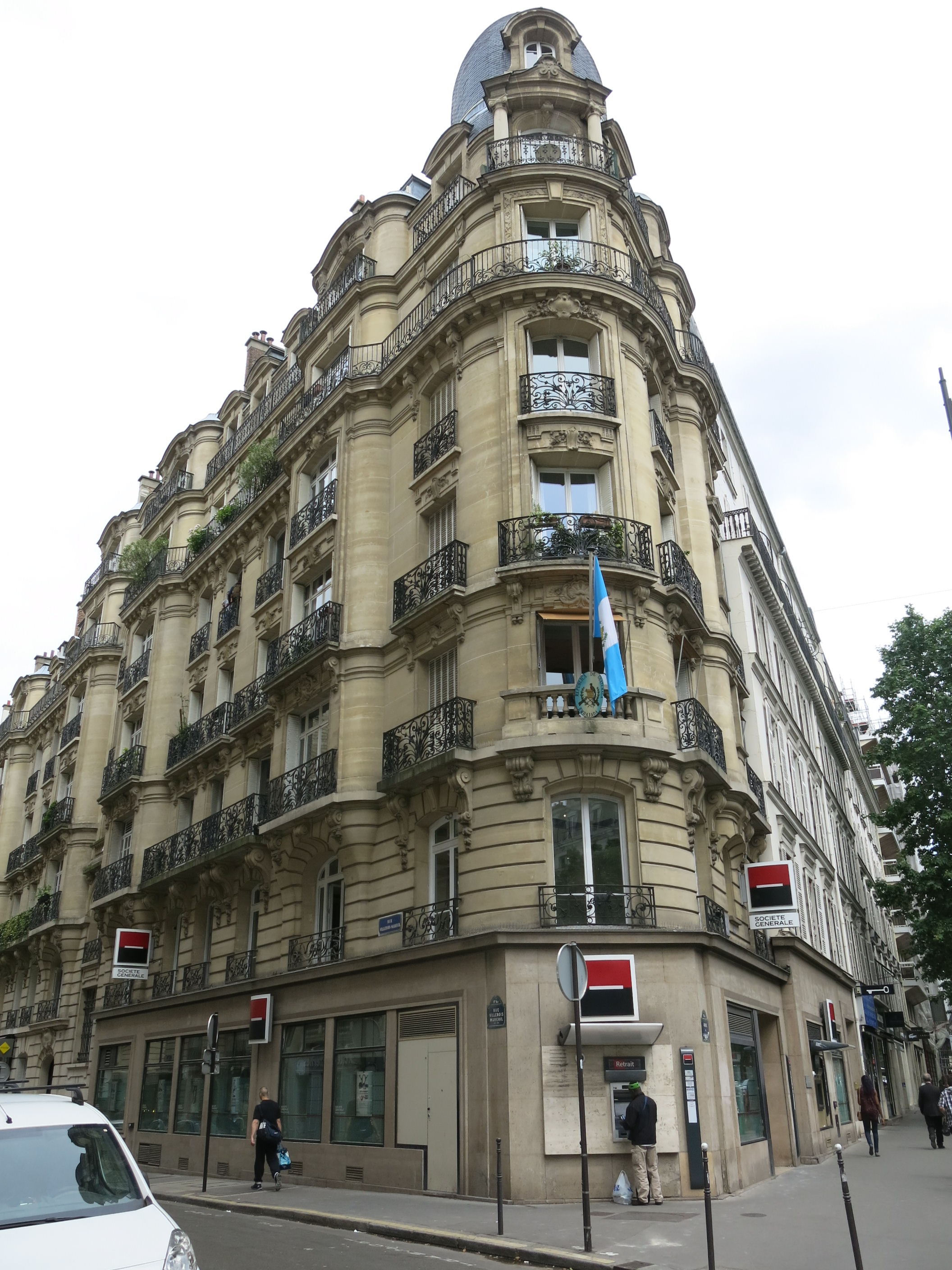
Ambassade à Paris.
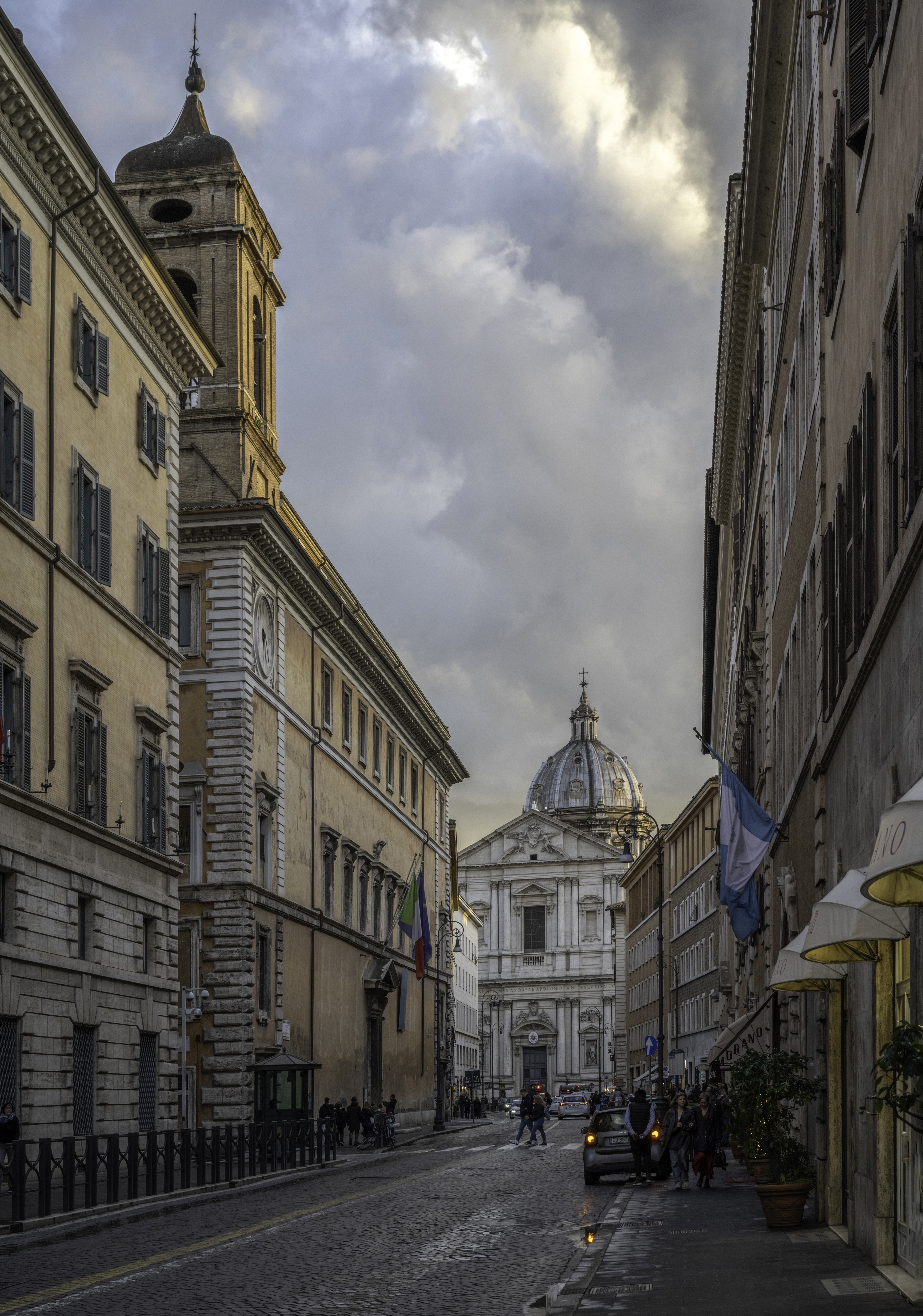
Ambassade près le Saint-Siège à Rome.
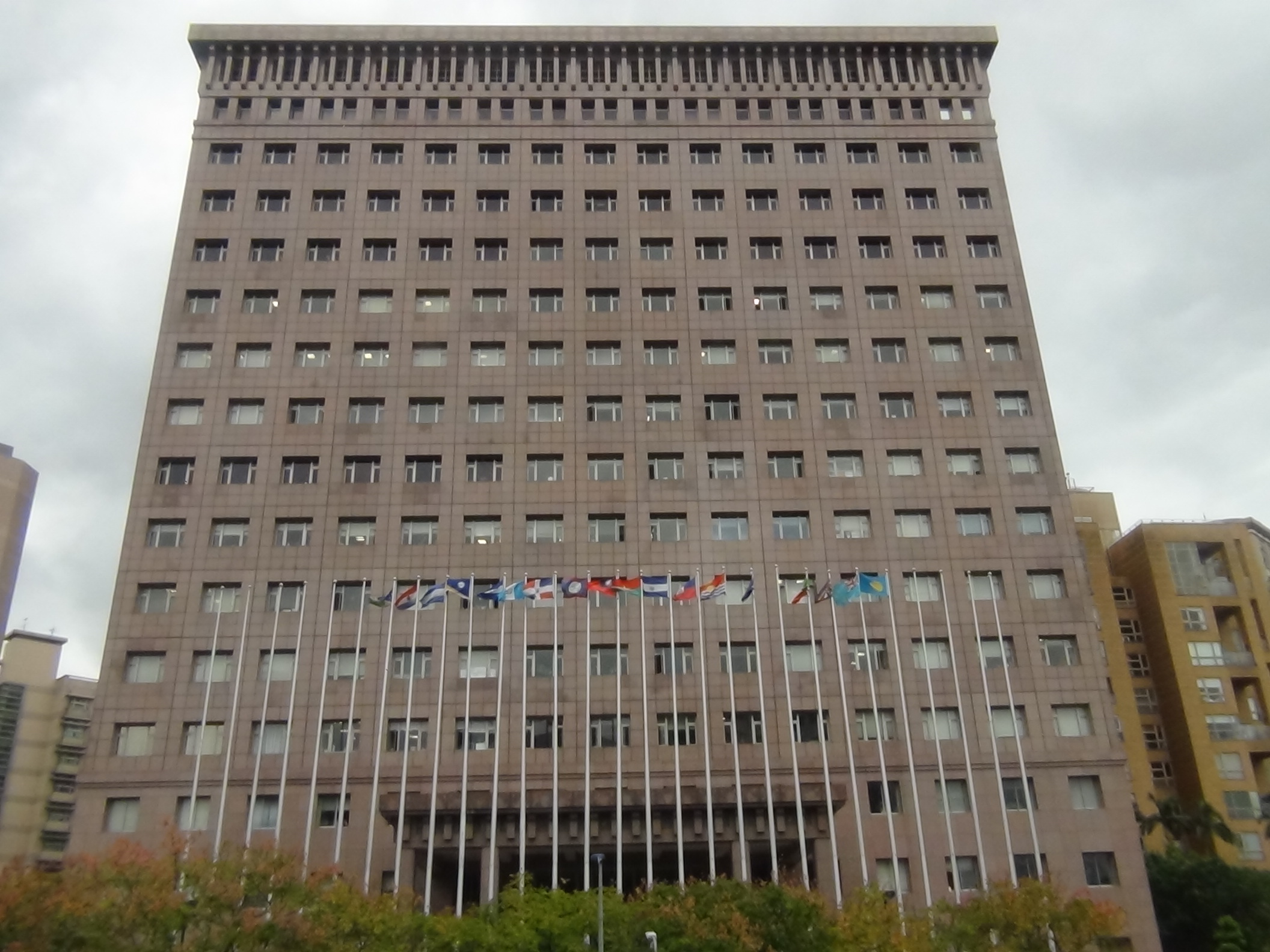
Ambassade à Taipei.
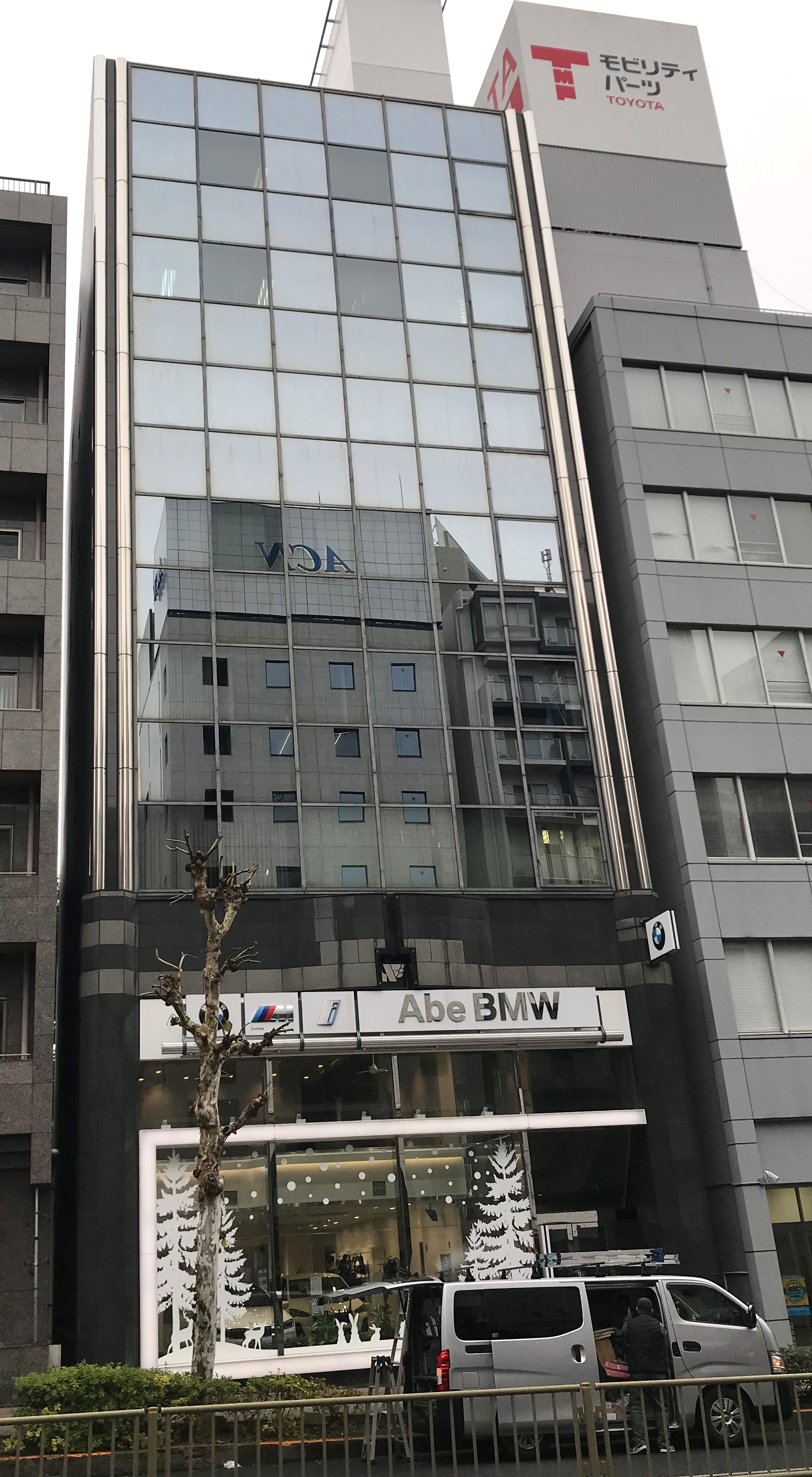
Ambassade à Tokyo.
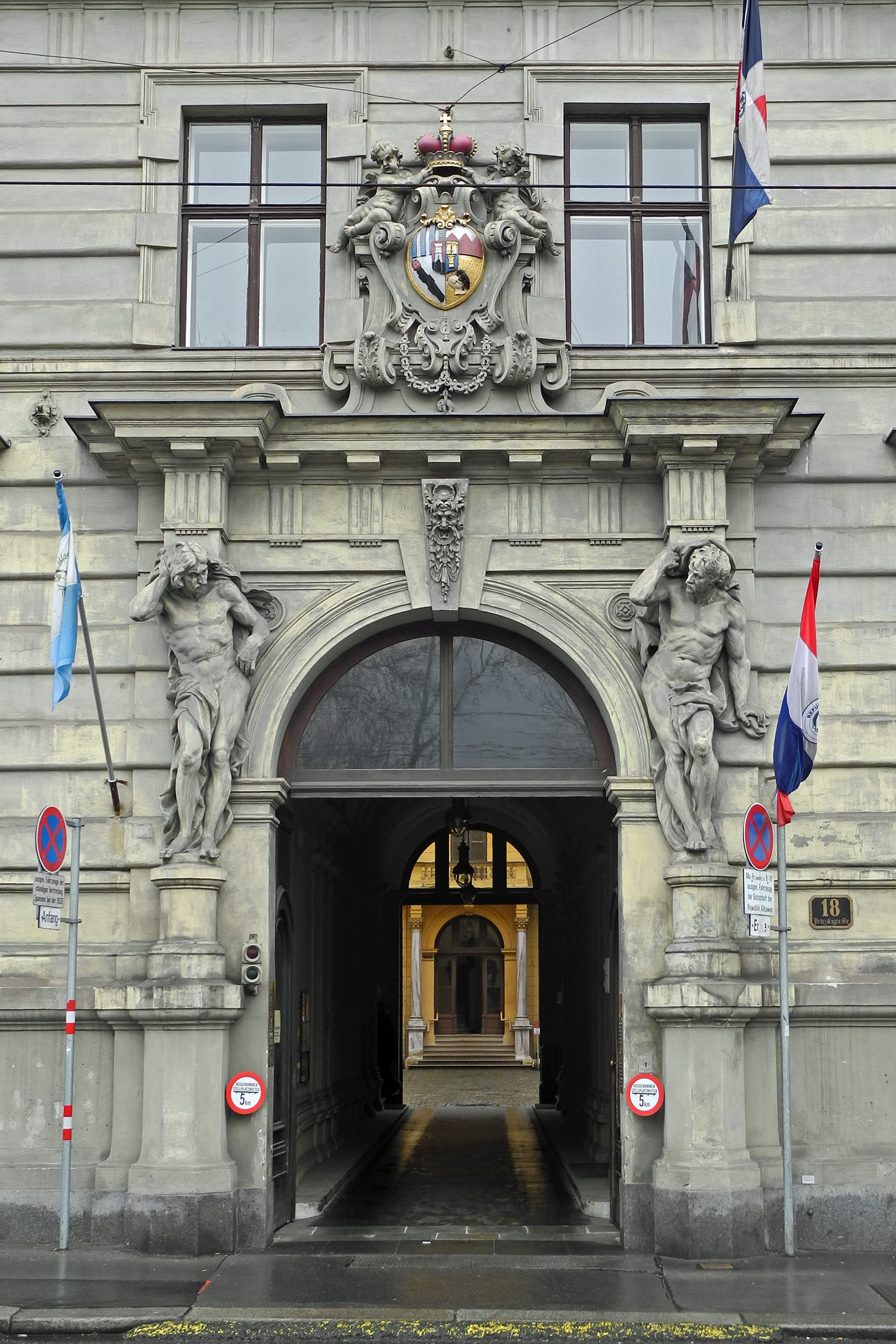
Ambassade à Vienne.
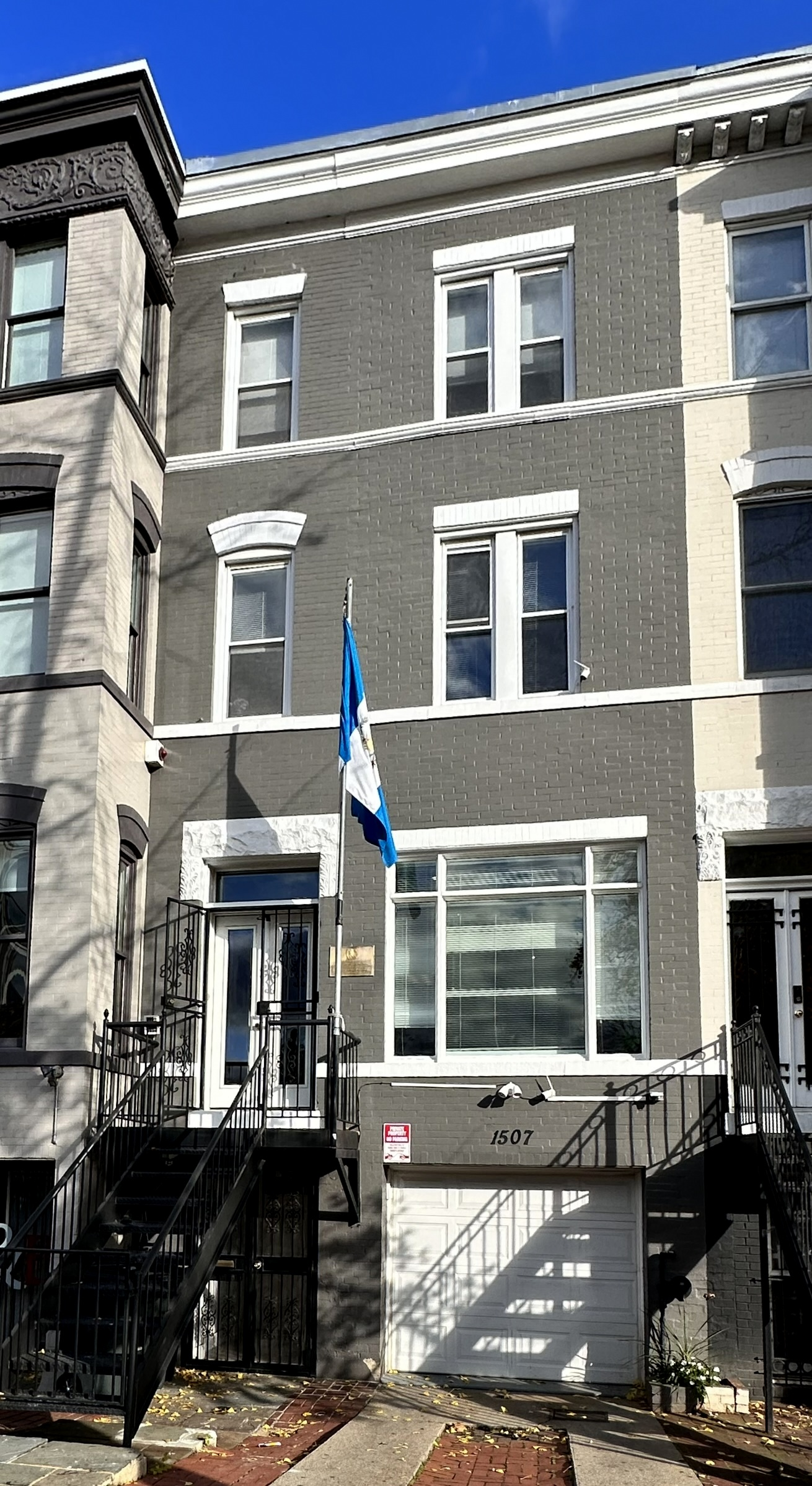
Mission permanente auprès de l'Organisation des États américains à Washington.
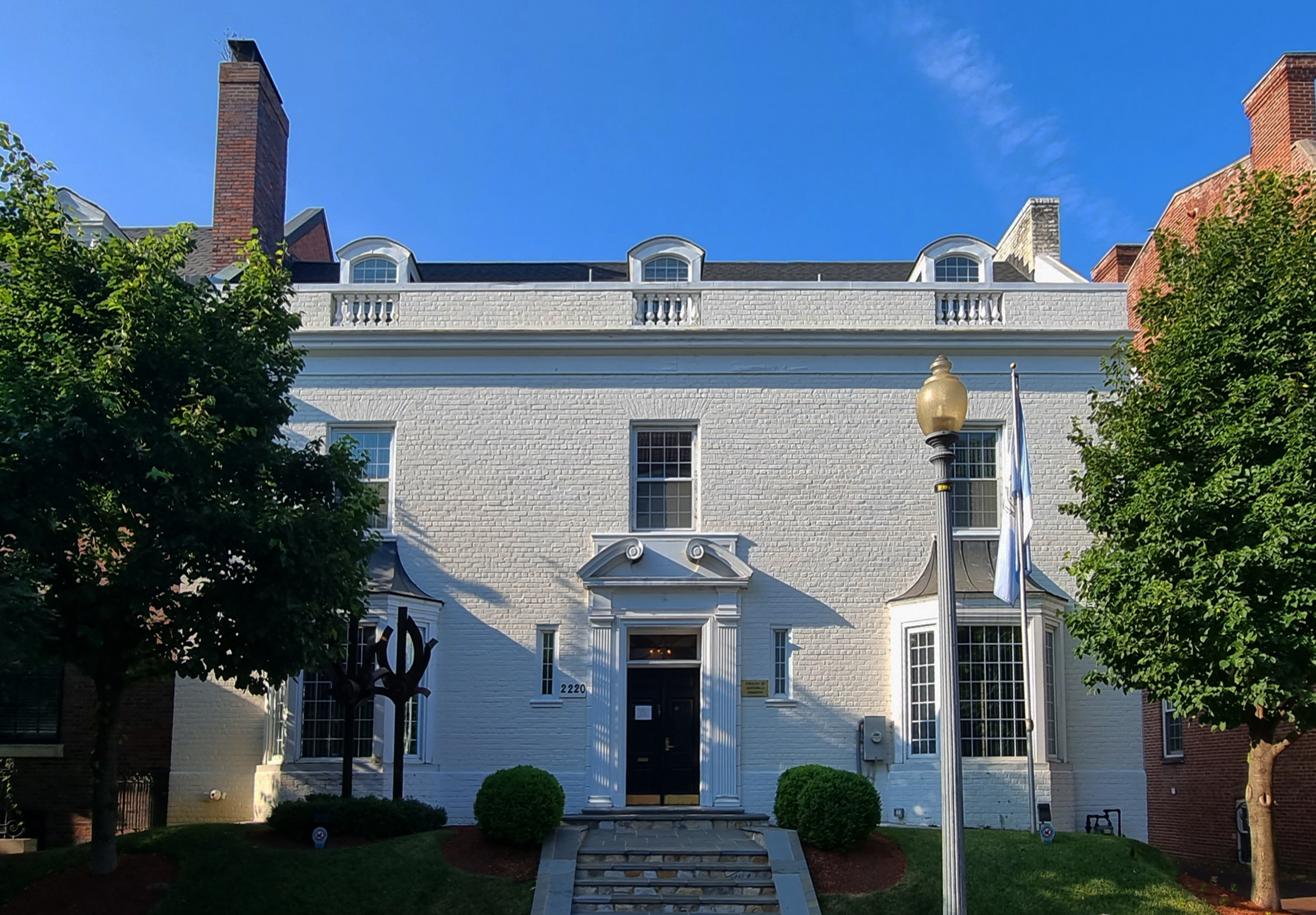
Ambassade à Washington.
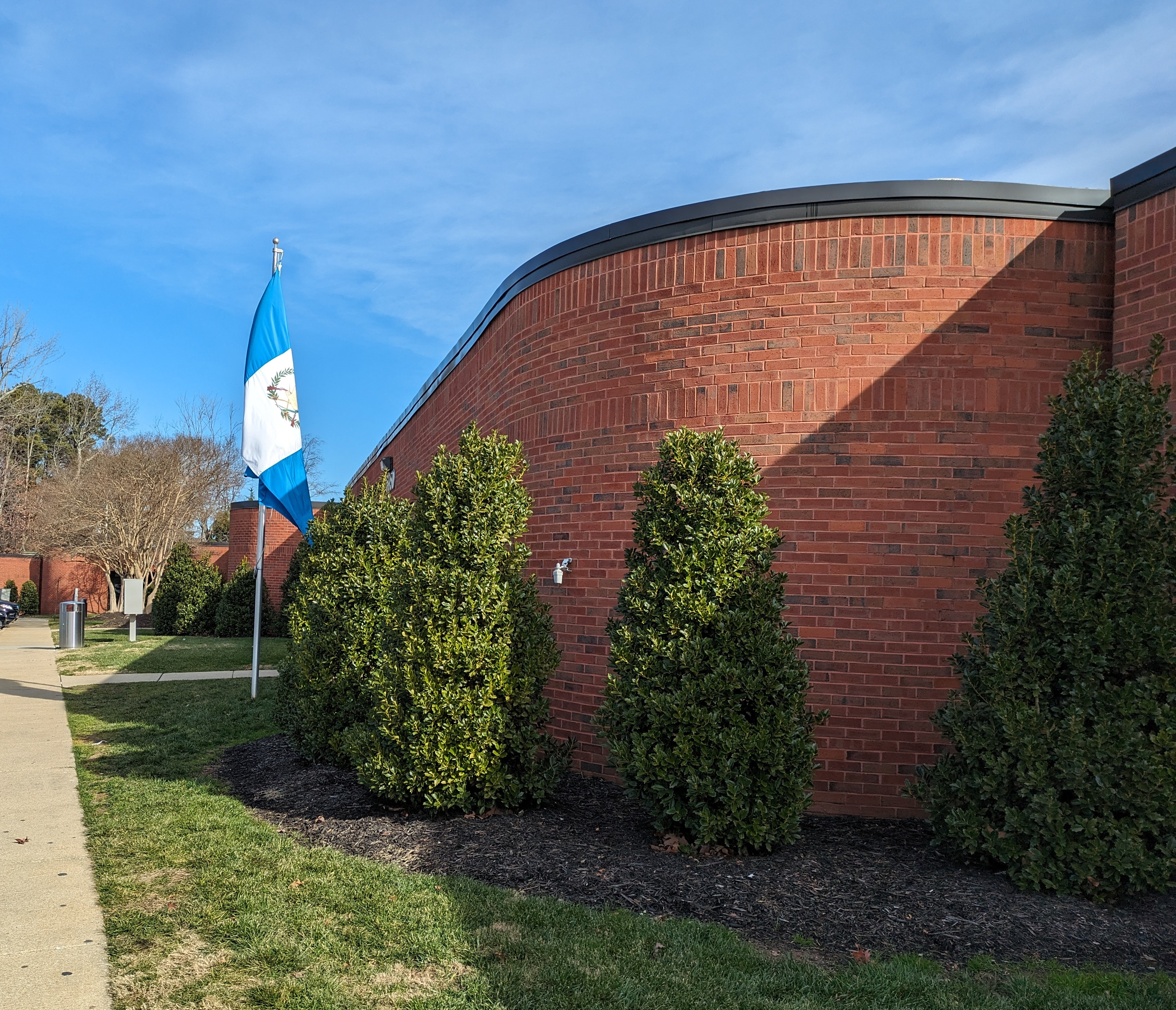
Consulat général à Raleigh.
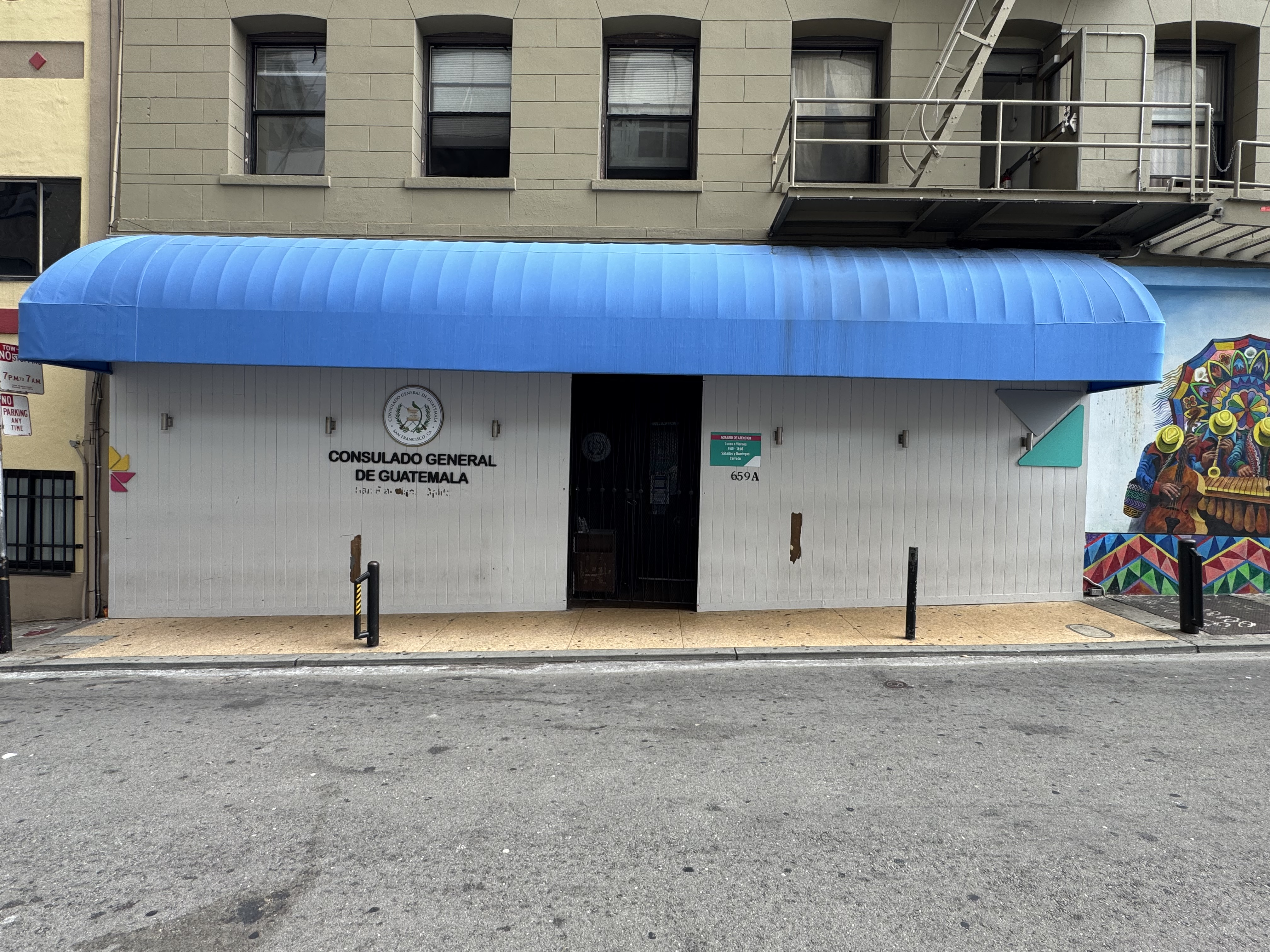
Consulat général à San Francisco.

## Représentations fermées

### Amérique
| Pays hôte | Ville hôte | Représentation | Année de fermeture | Référence |
| --------- | ---------- | -------------- | ------------------ | --------- |
| Paraguay  | Asuncion   | Ambassade      | 2020               | [ 4 ]     |
| Venezuela | Caracas    | Ambassade      | 2020               | [ 32 ]    |

### Asie
| Pays hôte           | Ville hôte | Représentation   | Année de fermeture | Référence |
| ------------------- | ---------- | ---------------- | ------------------ | --------- |
| République de Chine | Shanghai   | Consulat général | 1937               | [ 33 ]    |

### Europe
| Pays hôte | Ville hôte | Représentation | Année de fermeture | Référence |
| --------- | ---------- | -------------- | ------------------ | --------- |
| Norvège   | Oslo       | Ambassade      | 2016               | [ 34 ]    |
| Suisse    | Berne      | Ambassade      | Inconnue           | [ 35 ]    |